# Ikarozaur
Ikarozaur (Icarosaurus) – rodzaj diapsyda z rodziny Kuehneosauridae. Żył w późnym triasie na terenie dzisiejszej Ameryki Północnej. Jego szczątki odkryto w formacji Lockatong w stanie New Jersey. Został opisany w 1966 roku przez Edwina Harrisa Colberta na podstawie niekompletnego szkieletu niezawierającego części ogona, kilku żeber i fragmentów kończyn. Ikarozaur był niewielkim zwierzęciem, osiągającym długość około 10 cm od głowy do nasady ogona. Miał puste w środku kości oraz duże oczodoły. Podobnie jak jego bliscy krewni Kuehneosaurus i Kuehneosuchus, ikarozaur był zdolny do szybowania na krótkie dystanse przy użyciu „skrzydeł” zbudowanych z wydłużonych, pokrytych skórą żeber, z wypukłą górną, a wklęsłą dolną powierzchnią, tworzących profil lotniczy odpowiedni do szybowania. Na podstawie stosunku obciążenia jednostkowego powierzchni „skrzydła” do zdolności szybowniczych u współczesnych jaszczurek z rodzaju Draco McGuire i Dudley (2011) ocenili, że Icarosaurus jest prawdopodobnie najlepiej przystosowany do szybowania spośród wszystkich znanych kręgowców nielatających aktywnie.
Początkowo Icarosaurus, jak również inni przedstawiciele Kuehneosauridae, był zaliczany do jaszczurek, jednak nowsze analizy sugerują, że są one bazalnymi przedstawicielami Neodiapsida, lepidozauromorfów lub archozauromorfów. Szybowanie ewoluowało kilkakrotnie niezależnie u gadów bliżej ze sobą niespokrewnionych – podobna metoda szybowania obserwowana jest również u późnopermskiego Coelurosauravus i jaszczurek z rodzaju Draco, których jednak nie łączy z ikarozaurem bliskie pokrewieństwo. W 2007 opisano Mecistotrachelos apeoros – szybującego gada osiągającego podobne jak Icarosaurus rozmiary. Miał także podobnie wydłużone żebra, różnił się jednak długą szyją i prawdopodobnie nie był z nim blisko spokrewniony (przypuszczalnie należał do grupy Archosauromorpha).
Nazwa gatunku typowego, Icarosaurus siefkeri, pochodzi od imienia Ikara, greckiego słowa sauros, oznaczającego „jaszczur”, oraz nazwiska Alfreda Siefkera, który był jednym z odkrywców holotypu.